# 레지 록 바이스우드
레지 록 바이스우드(영어: Reggie Rock Bythewood, 1965년 7월 7일 ~ )는 미국의 영화 프로듀서이다. 영화 감독 지나 프린스바이스우드의 남편이다.

## 출연 작품
- 샷 파이어드 (2017)
- 블랙버드 (2014)
- 30 포 30: 인투 더 윈드 (2010)
- 바이커 보이즈 (2003)
- 플레이어 (1997)
- 버스를 타라 (1996)
- 뱀파이어 키스 (1988)
- 더 비트 (1988)
- 다른 행성에서 온 형제 (1984)
- 익스터미네이터 2 (1984)